# Розенкранц, Вильям
Вильям Розенкранц (Rosenkranz, 1821—1874) — немецкий философ; был советником высшего апелляционного суда в Мюнхене.
Примыкая непосредственно к Шеллингу, Розенкранц старался, путём самостоятельного развития его учения, приблизить философию к положительному богословию.
В своём главном сочинении: «Wissenschaft des Wissens und Begründung der besonderen Wissenschaften durch die allgemeine Wissenschaft» (т. I, Мюнхен, 1866, перепечатан в Майнце, 1868; т. II, Майнц, 1868) Розенкранц обращает особенное внимание на Платона, Аристотеля и схоластику средневековья.
Он восходит от факта внешнего и внутреннего опыта к познанию высшего единства и затем развёртывает его синтетически. Вместе с критикой учения о категориях он даёт и собственное остроумное учение о них.
В своих «Principien der Theologie» (Мюнхен, 1875) и «Principien der Naturwissenschaft» (там же, 1875) он показывает, как надо определять Бога по его сущности и по его свойствам и как в основе природы и её явлений лежит единичный духовный принцип. Учение о духе, которое должно было следовать, осталось неоконченным. Его «философию любви» см. у A. Entleutner, «Naturwissenschaft, Naturphilosophie und Philosophie der Liebe» (Мюнхен, 1877).